# 氨甲酰磷酸酯
氨甲酰磷酸酯是一种在生物化学方面有重要意义的阴离子。在陆生生物体内，氨甲酰磷酸酯作为一个中间代谢物参与通过尿素循环进行的氮排泄以及嘧啶的生物合成。
此物质由二氧化碳、氨（衍生自谷氨酸）以及磷酸（来自腺苷三磷酸）经氨甲酰磷酸合成酶催化而合成，如下：
- HCO3− + ATP → ADP + HO–C(O)–OPO32−（羰基磷酸酯）
- HO–C(O)–OPO32−  +  NH3  + OH−   →  HPO42−  +  −O–C(O)NH2  +  H2O
- −O–C(O)NH2  +  ATP  →  ADP +  H2NC(O)OPO32−